# Грифель

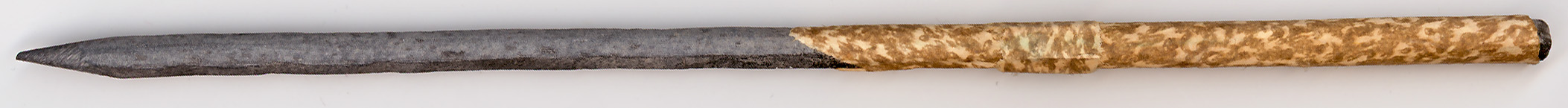
Грифель

Гри́фель (нем. Griffel от др.-греч. γραφείον — «палочка для письма») — палочка (стержень) из грифельного сланца (разновидности глинистого сланца) для писания на досках из аспидного сланца (так называемых грифельных досках), инструмент в форме карандаша, обычно без деревянного футляра.
Грифель является разновидностью стилоса. Грифелем также называют пишущий стержень карандаша.

## История

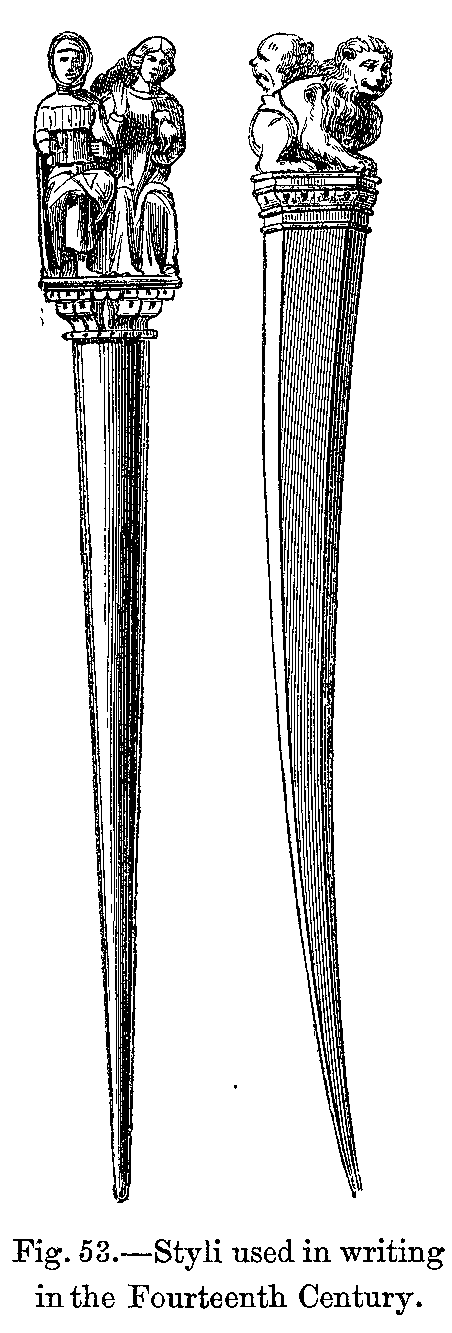
Грифели XIV века

Грифели из свинца служили письменными принадлежностями с древнейших времён. В Древнем Египте, Греции, Риме для черчения тонких линий по линейке (разметки для письма папируса или пергамента) использовались маленькие свинцовые диски (лат. plumbum).

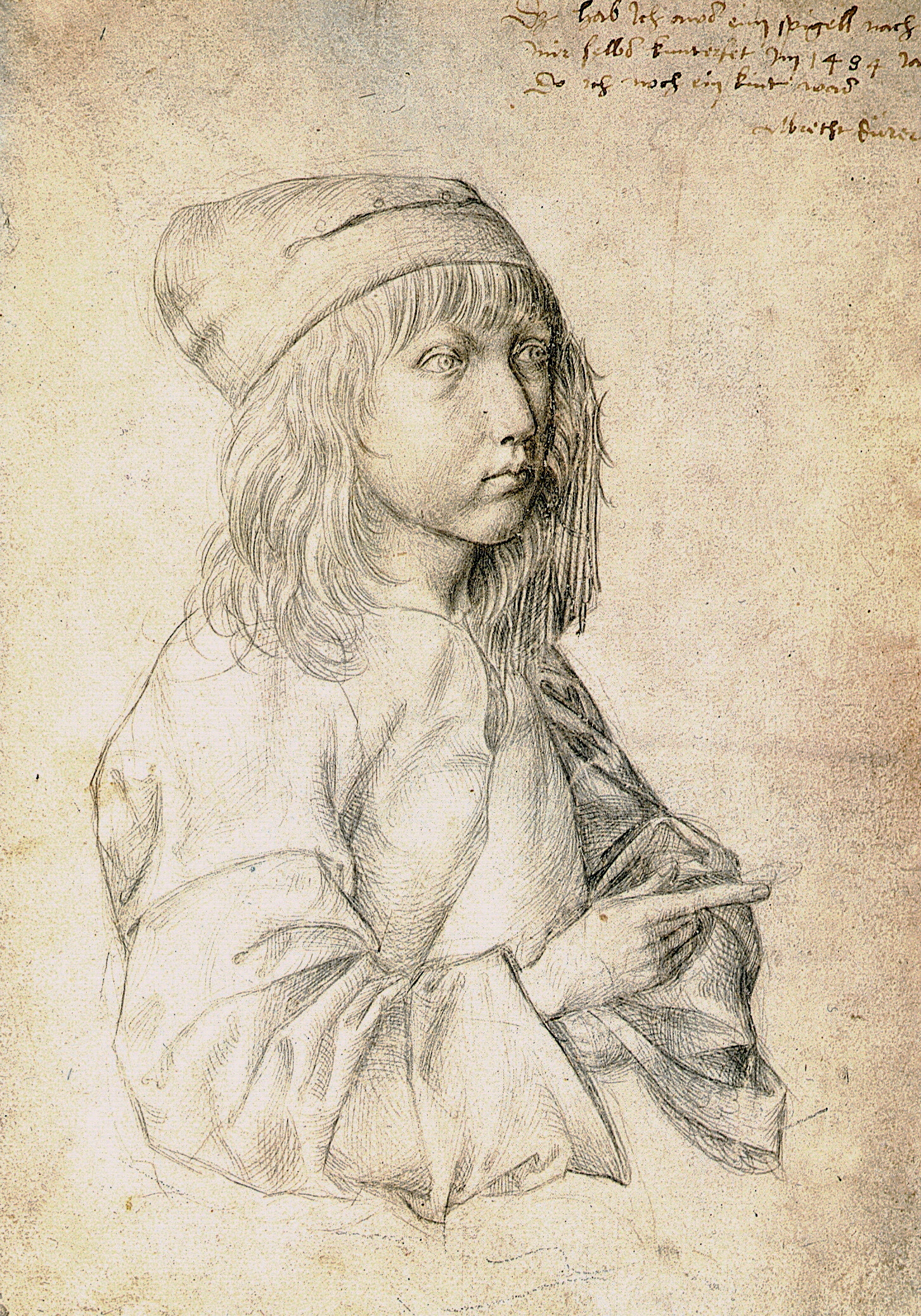
Альбрехт Дюрер в возрасте 13 лет. Автопортрет. Серебряный штифт, 1484

Об острых грифелях, применявшихся для рисования и линования, упоминают источники XII века: монах Теофил пишет, что «рисуют на пергаментах стилем, состоящим из сплава трех частей свинца и одной части бронзы». Свинцовый штифт (карандаш), популярный в XIII—XVII веках графический инструмент, был свинцовым грифелем круглого или квадратного сечения, позднее его вкладывали в футляр из металла. Его след был неярким, но достаточно читаемым, что сделало свинцовый штифт незаменимым при работе над подготовительным рисунком. Чтобы линии, оставляемые штифтом на основе, были более чёткими, к свинцу стали добавлять олово — максимальное содержание последнего в смеси было 30 %. Линии свинцового штифта легко растушёвывались, для корректировки рисунка применяли хлебный мякиш. В XIV веке появились стержни из свинца с цинком, получившие название «серебряные карандаши».
Параллельно с этими приспособлениями использовался и карандаш из серебра, собственно палочка из этого металла, серебряный штифт. Штрих серебряного штифта, вначале бледно-серый, со временем, окисляясь, темнеет и получает коричневый оттенок. Для работы с серебряным штифтом требовалось высокое мастерство рисовальщика, так как в рисунок невозможно внести исправления — штифт оставляет след, который нельзя стереть. Серебряный штифт получил широкое распространение, рисовали им только по грунтованным пергаменту или бумаге. С вытеснением грунтованной бумаги цветной (XVI век), рисунки серебром встречаются всё реже. В XVII веке серебряным штифтом рисовали портреты по пергаменту и делали наброски в пергаментных записных книжках. В XVIII веке серебром исполнялись миниатюры, а в XIX веке им пользовались художники, обращавшиеся к опыту старых мастеров (например, прерафаэлиты).
Для рисования также использовались различные свинцовосодержащие руды, нарезанные на стержни. Так как они были хрупкими, то их с XIV века заключали в кожаный либо деревянный футляры, получая прообраз современного карандаша. И свинцовый и серебряный штифты дают деликатные линии, подходящие для работы тонким штрихом. Зачастую рисунок серебряным штифтом художники прорабатывали тушью. 
После открытия в Англии в 1664 году месторождения графита (называемого плюмбагином) в Борроудейле (Камберленд), а затем и месторождений в Германии, графит стал вытеснять свинец, как материал для рисования. Однако графит оставался очень дорогим вплоть до XIX века, поэтому грифели из свинца использовались ещё долгое время. Так, в XVIII веке школьники линовали тетради свинцовыми грифелями.
Графит распиливался на стержни, чтобы им было можно работать, не пачкая рук, графитовый стержень обматывался тесьмой, которая разматывалась по мере стирания стержня при рисовании. Так как он мягок, легко наносится и легко стирается, им пользовались для копирования рисунков: штрихуя графитом обратную сторону бумаги с рисунком, который переводили на другой лист. Позднее стержни формировали из смеси графита с сурьмой или смолой, в конце XVIII века грифели делали из обожженной смеси графита и глины. Рецептуру смеси двух материалов для получения качественных грифелей изобрёл французский учёный Николя Жак Конте, однако грифели из смеси графита и глины задолго до Конте делал чех Й. Хартмут (XVI в.). Варьируя количество глины в смеси, получали стержни разной твёрдости. Мягкий грифель используется для быстрых набросков, более твёрдые для тщательной финальной проработки изображения.
Впервые грифель в деревянном пенале упоминается в 1683 году. Карандаш в виде грифеля в деревянном футляре был запатентован Конте в 1794 году.